# Gluckstadt
Gluckstadt város az USA Mississippi államában, Madison megyében. Lakosainak száma 3208 fő (2020. április 1.).

## Népesség
A település népességének változása:

| 2020 | 3 208 |